# Tổ tiên chung gần nhất
Trong sinh học và gia phả học, tổ tiên chung gần nhất, viết tắt tiếng Anh là MRCA (Most recent common ancestor), của một tập hợp bất kỳ các sinh vật là một cá thể gần đây nhất mà từ đó tất cả các sinh vật trong một nhóm đều là hậu duệ trực tiếp. Thuật ngữ này thường được áp dụng trong lập gia phả của con người.
Thuật ngữ MRCA được sử dụng để mô tả tổ tiên chung của các cá thể trong cùng một loài, hoặc cả mô tả tổ tiên chung giữa các loài. Tuy nhiên để tránh nhầm lẫn thì thuật ngữ tổ tiên chung cuối cùng viết tắt tiếng Anh là LCA (last common ancestor), hoặc từ tương đương "concestor" thường được sử dụng khi thảo luận về tổ tiên giữa các loài, thay cho MRCA.

## Khái niệm
Tổ tiên chung gần nhất của một tập hợp các cá thể đôi khi có thể được xác định bằng cách tham khảo phả hệ được lập ra. Tuy nhiên nói chung với một tập hợp lớn của các cá thể thì không thể xác định được MRCA cụ thể, nhưng có thể đưa ra được ước lượng thời gian mà MRCA sống. Thời gian như vậy cho MRCA (tức TMRCA, time to MRCA) có thể ước tính được dựa trên kết quả xét nghiệm DNA và tỷ lệ đột biến xuất hiện, như thực hành trong phả hệ di truyền, hoặc bằng cách tham chiếu đến một mô hình toán học phi di truyền hoặc mô phỏng máy tính. Giả sử rằng không có quần thể người bị cô lập về mặt di truyền, thì MRCA con người có thể đã sống từ 2.000 đến 4.000 năm trước đây. Ước tính này được dựa trên một mô hình toán học phi di truyền, cho rằng giao phối ngẫu nhiên, và không tính đến các khía cạnh quan trọng của con người như hạ tầng cơ sở dân số, giao phối chọn lọc, và các rào cản về địa lý lịch sử phong tục trong sự hòa huyết.
Thuật ngữ MRCA cũng có thể được sử dụng để chỉ một tổ tiên chung của một tập hợp các sinh vật thông qua các con đường gen cụ thể. TMRCA trong trường hợp các con đường gen sẽ khác nhau tùy thuộc vào cách hạn chế sự lựa chọn của các gen. Chọn gen rất hạn chế, như chọn mtDNA được thừa kế duy nhất theo dòng mẹ thì dẫn đến tổ mẫu là bà Eve ti thể, còn chọn nam giới theo nhiễm sắc thể Y thì dẫn tới tổ phụ là ông Adam nhiễm sắc thể Y. Phả hệ như vậy trong thực tế là dấu vết tổ tiên của gen cá nhân chớ không phải của sinh vật. Kết quả là, TMRCA ước tính cho MRCA di truyền là nhất thiết quan trọng cho người hơn là cho MRCA của sinh vật.

Thông qua chọn lọc dòng truyền thừa kế sẽ dẫn ngược trở lại đến một người duy nhất. Trong ví dụ này, qua 5 thế hệ, các hình màu đại diện cho dòng mẫu hệ đã tuyệt tự, còn màu đen là hậu duệ dòng mẫu hệ của MRCA.

## Tổ tiên chung gần nhất của tất cả người đang sống
Truy tìm dòng dõi của một người ngược trở lại theo thời gian cho một vài thế hệ, về nguyên tắc là dựng ra cây nhị phân của cha mẹ, ông bà, cụ ông cụ bà, và tiếp nữa. Tuy nhiên, nếu là nhị phân tuyệt đối thì sẽ cho ra số lượng cá thể trong cây tăng theo cấp số nhân, là 2N cho N thế hệ. Một người còn sống ngày nay nếu truy tìm cho 30 thế hệ về trước (ngược về thời trung kỳ trung cổ), sẽ có 230 hay khoảng 1,07 tỷ tổ tiên, nhiều hơn dân số thế giới vào thời điểm đó. Như vậy rõ ràng là đã đếm quá nhiều, và cá nhân là hậu duệ của một số trong những tổ tiên thông qua hơn một dòng truyền, phả hệ cây nhị phân sụp đổ, phải thay bằng đồ thị phi chu trình.